# Kautzen
Kautzen osztrák mezőváros Alsó-Ausztria Waidhofen an der Thaya-i járásában. 2018 januárjában 1119 lakosa volt.

## Elhelyezkedése

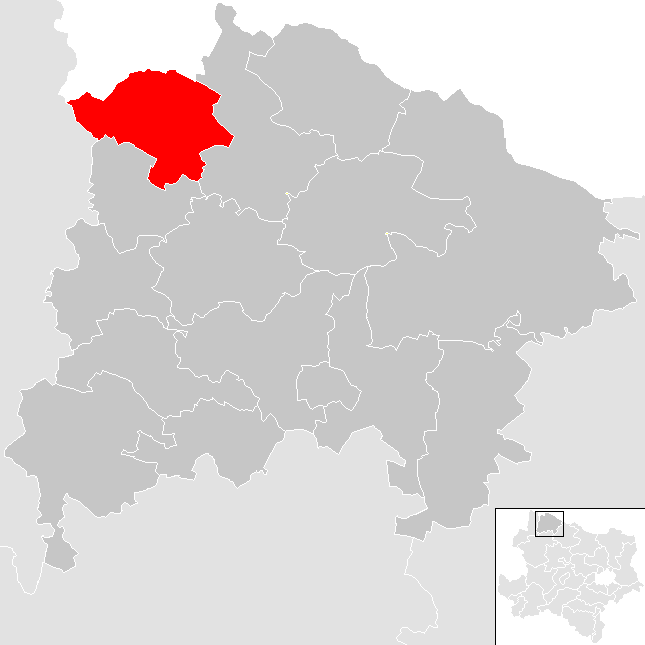
Kautzen a Waidhofen an der Thaya-i járásban

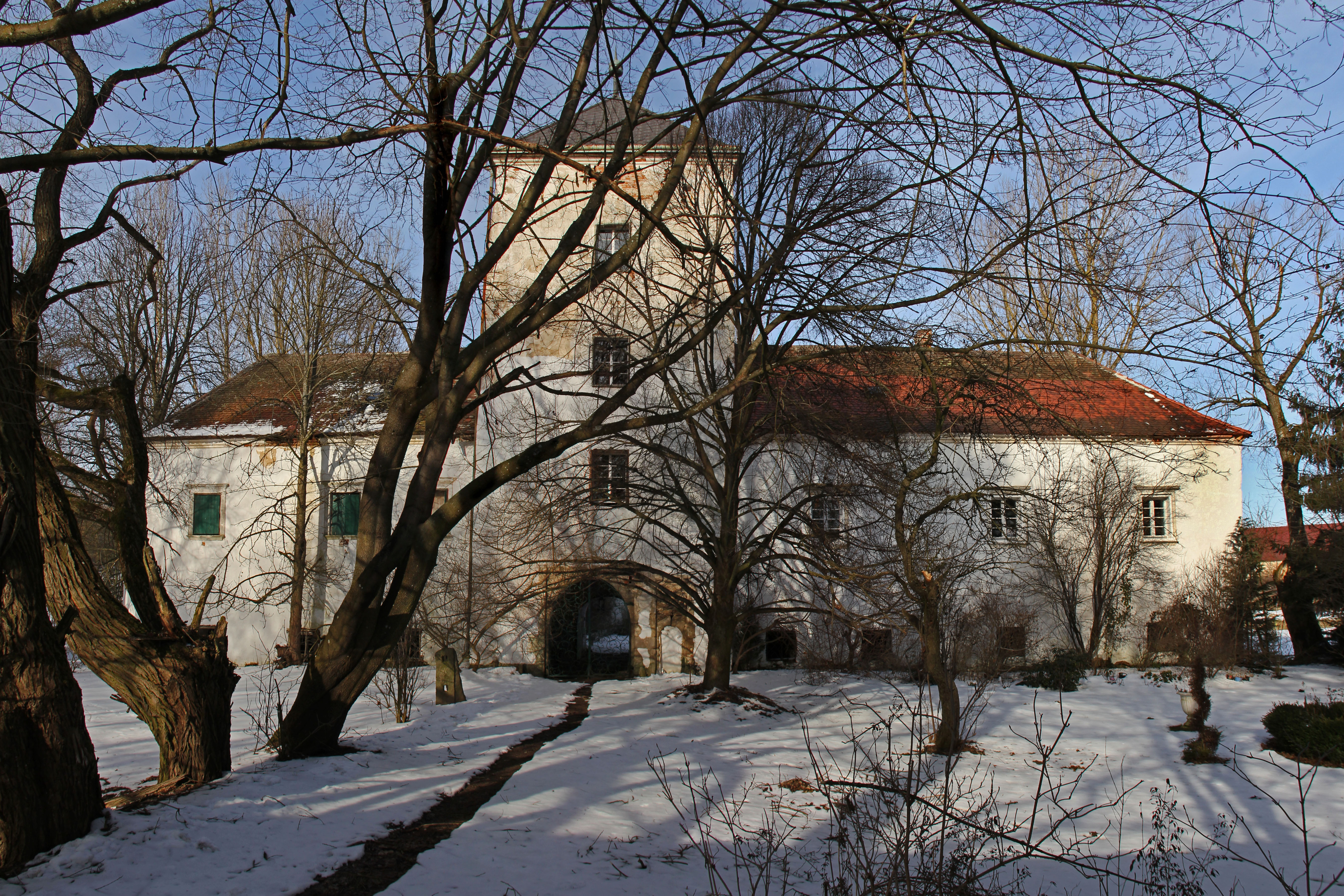
Az Illmau-kastély

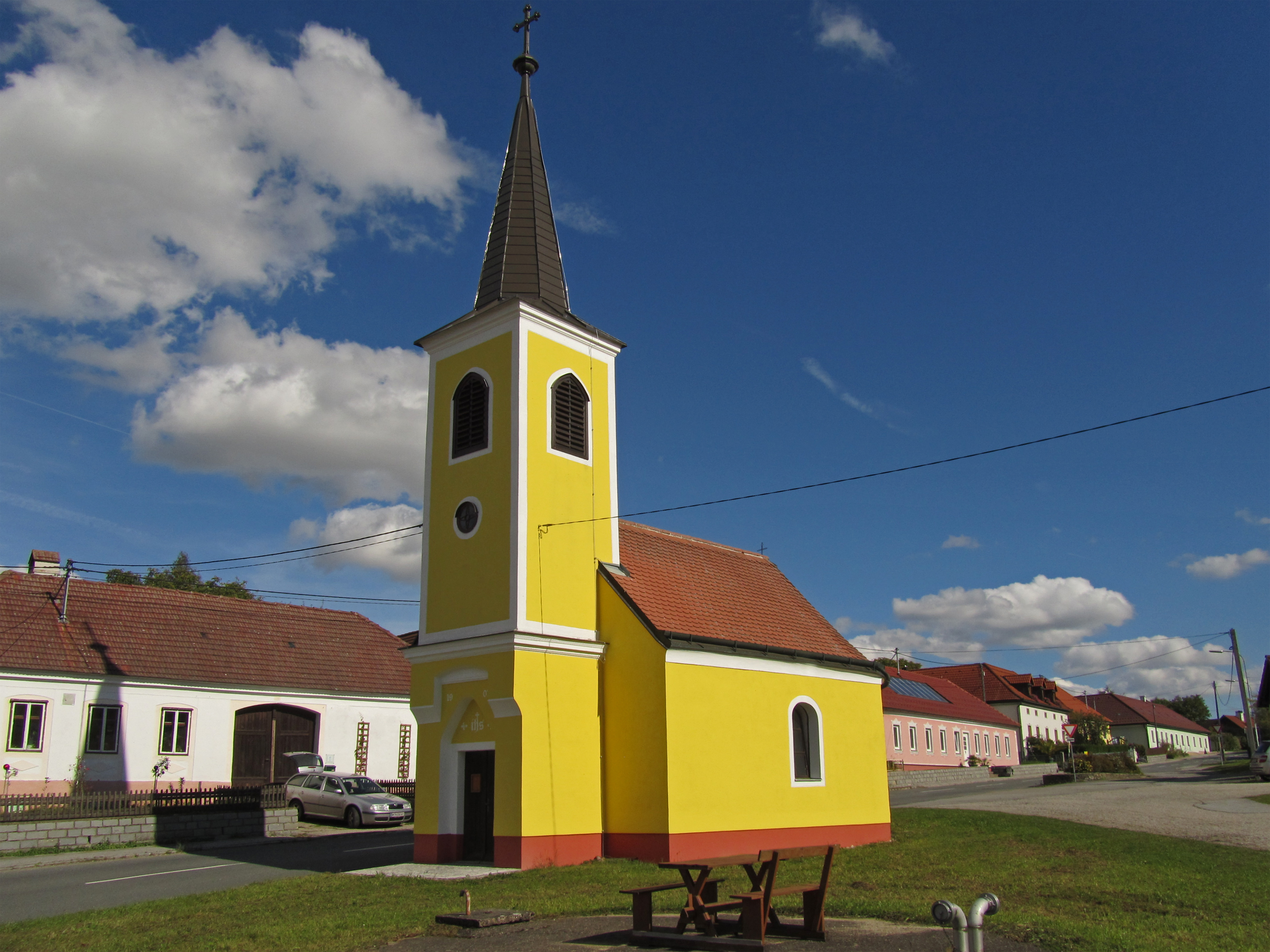
Tiefenbach kápolnája

Kautzen Alsó-Ausztria Erdőnegyedének (Waldviertel) északi részén fekszik, a cseh határ mellett, a Kautzenbach folyó mentén. Jelentősebb állóvizei a Taxenwehr és a Gerhartser Teich. Területének 35,4%-át erdő borítja. Kleintaxenben határátkelő működik. Az önkormányzat 9 településrészt és falut egyesít: Engelbrechts (90 lakos 2018-ban), Großtaxen (87), Kautzen (589), Kleingerharts (35), Kleintaxen (64), Pleßberg (131), Reinberg-Dobersberg (31), Tiefenbach (53) és Triglas (39). A kataszteri közösségek Engelbrechts, Groß-Taxen, Illmau, Kautzen, Kleingerharts, Klein-Taxen, Pleßberg, Reinberg-Dobersberg, Tiefenbach és Triglas.
A környező önkormányzatok: keletre Dobersberg, délre Gastern, nyugatra Eggern, északra Staré Město pod Landštejnem (Csehország).

## Története
Kautzent először 1212-ben említik. A középkorban az illmaui uradalom központja volt. 1520-ban és 1675-ben már vásárjoggal bíró mezővárosként hivatkoznak rá. A 17. század végén üveg- és papírmanufaktúrák létesültek; a régi papírmalom ma is látható. A 18. század második felétől a textiltermelés vált a helyi ipar fő tevékenységévé. Az Illmau-kastélyban az első világháború alatt hadifoglyokat tartottak elzárva.

## Lakosság
A kautzeni önkormányzat területén 2018 januárjában 1119 fő élt. A lakosságszám 1880-ban érte el csúcspontját 2825 fővel, azóta csökkenő tendenciát mutat. 2016-ban a helybeliek 94,6%-a volt osztrák állampolgár; a külföldiek közül 0,5% a régi (2004 előtti), 2,2% az új EU-tagállamokból érkezett. 0,2% a volt Jugoszlávia (Szlovénia és Horvátország nélkül) vagy Törökország, 2,5% egyéb országok polgára. 2001-ben a lakosok 94,7%-a római katolikusnak, 3,6% pedig felekezeten kívülinek vallotta magát.

## Látnivalók
- a groß-taxeni kastélyt először 1347-ben említik. 1621-ben leégett, ekkor és a 18. században átépítették.
- az Illmau-kastélyt 1337-ben szerepel először az írásos forrásokban. Sokáig határerődítmény volt. A 16. században reneszánsz stílusban átépítették. Mindkét kastély magántulajdonban van.
- a Szt. Jakab-plébániatemplom
- az engelbrechtsi erdőben található ún. Skorpiókő gránitformáció ismert hely az ezoterikusok körében és állítólag már ufók is leszálltak mellette

## Híres kautzeniek
- Hans Moravec (1948–) osztrák-amerikai kibernetikus

## Fordítás
- Ez a szócikk részben vagy egészben  a   Kautzen című német Wikipédia-szócikk ezen változatának fordításán alapul.  Az eredeti cikk szerkesztőit annak laptörténete sorolja fel. Ez a jelzés csupán a megfogalmazás eredetét és a szerzői jogokat jelzi, nem szolgál a cikkben szereplő információk forrásmegjelöléseként.